# Cixius pini
Cixius pini är en insektsart som beskrevs av Fitch 1851. Cixius pini ingår i släktet Cixius och familjen kilstritar. Inga underarter finns listade i Catalogue of Life.